# Ixia erubescens
Ixia erubescens är en irisväxtart som beskrevs av Peter Goldblatt. Ixia erubescens ingår i släktet Ixia och familjen irisväxter. Inga underarter finns listade i Catalogue of Life.